# Lelata
Lelata is een bestuurslaag in het regentschap Lembata van de provincie Oost-Nusa Tenggara, Indonesië. Lelata telt 390 inwoners (volkstelling 2010).